# Sphaerotherium leiosomum
Sphaerotherium leiosomum är en mångfotingart som beskrevs av Hutton. Sphaerotherium leiosomum ingår i släktet Sphaerotherium och familjen Sphaerotheriidae. Inga underarter finns listade i Catalogue of Life.